# بخش بزیر
بخش بزیر (به فرانسوی: Arrondissement de Béziers) یک بخش در فرانسه است که در شهرستان ارو، فرانسه واقع شده‌است.